# Liste der Biografien/Hid
Liste der Biografien |
Portal Biografien |
Personensuche
# |
A |
B |
C |
D |
E |
F |
G |
H |
I |
J |
K |
L |
M |
N |
O |
P |
Q |
R |
S |
T |
U |
V |
W |
X |
Y |
Z |
?
 
Ha |
Hd |
He |
Hi |
Hj |
Hk |
Hl |
Hm |
Hn |
Ho |
Hr |
Hs |
Ht |
Hu |
Hv |
Hw |
Hy
 
Hia |
Hib |
Hic |
Hid |
Hie |
Hif |
Hig |
Hih |
Hii |
Hij |
Hik |
Hil |
Him |
Hin |
Hio |
Hip |
Hir |
His |
Hit |
Hiv |
Hiw |
Hix |
Hiy |
Hiz
Die Liste der Biografien führt alle Personen auf, die in der deutschsprachigen Wikipedia einen Artikel haben. Dieses ist eine Teilliste mit 93 Einträgen von Personen, deren Namen mit den Buchstaben „Hid“ beginnt.

## Hid

### Hida
- Hida, Haruzo (* 1952), japanischer Mathematiker
- Hida, Orie (* 1975), japanische Karambolagespielerin und mehrfache Weltmeisterin
- Hida, Satoshi (* 1984), japanischer Fußballspieler
- Hida, Shuntarō (1917–2017), japanischer Arzt
- Hida, Shūzan (1877–1945), japanischer Maler der Nihonga-Richtung
- Hida, Takayuki (* 1944), japanischer Eisschnellläufer
- Hida, Takeyuki (1927–2017), japanischer Mathematiker
- Hidaka, Alexander Bebenyon (* 2000), japanischer Fußballspieler
- Hidaka, Haruto (* 2003), japanischer Fußballspieler
- Hidaka, Keita (* 1990), japanischer Fußballspieler
- Hidaka, Masaru (* 1995), japanischer Fußballspieler
- Hidaka, Mitsuki (* 2003), japanischer Fußballspieler
- Hidaka, Noriko (* 1962), japanische Schauspielerin, Sängerin und Seiyū
- Hidaka, Noritaka (* 1947), japanischer Fußballspieler
- Hidaka, Shōko (* 1986), japanische Mangaka
- Hidaka, Sōnojō (1848–1932), japanischer Admiral
- Hidaka, Takuma (* 1983), japanischer Fußballspieler
- Hidaka, Tomoki (* 1980), japanischer Fußballspieler
- Hidaka, Toshitaka (1930–2009), japanischer Ethologe und Sachbuchautor
- Hidaka, Usaburō, japanischer Fußballspieler
- Hidalgo Justo, Victor A. (* 1927), dominikanischer Politiker und Diplomat
- Hidalgo Oliva, Salvador (* 1985), deutsch-kubanischer Volleyballspieler
- Hidalgo Ramírez, Ernesto (1896–1955), mexikanischer Botschafter
- Hidalgo Tapia, Cecilia (* 1941), chilenische Biochemikerin und Hochschullehrerin
- Hidalgo y Esnaurrízar, José Manuel (1826–1896), mexikanischer Botschafter
- Hidalgo, Alberto (* 1953), chilenischer Fußballspieler
- Hidalgo, Anne (* 1959), französische Politikerin (PS)Anne Hidalgo (* 1959)

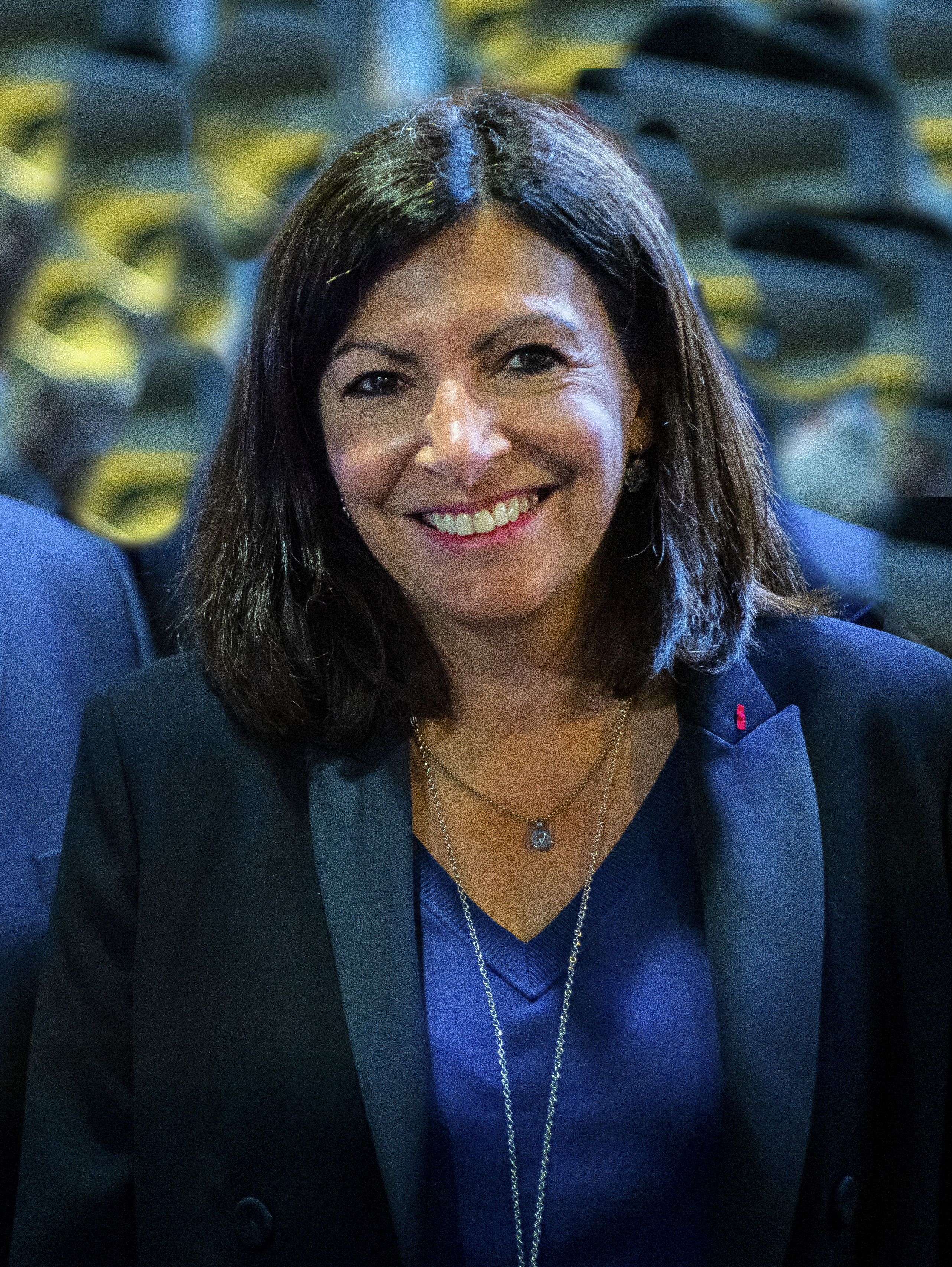
Anne Hidalgo (* 1959)

- Hidalgo, Antonio (* 1979), spanischer Fußballspieler
- Hidalgo, Bartolomé (1788–1822), argentinischer Dichter
- Hidalgo, Cristian (* 1983), spanischer Fußballspieler
- Hidalgo, David (* 1954), US-amerikanischer Rocksänger und Multiinstrumentalist
- Hidalgo, Diego (* 1993), ecuadorianischer Tennisspieler
- Hidalgo, Edward (1912–1995), US-amerikanischer Jurist und Politiker
- Hidalgo, Elvira de (1888–1980), spanische Opernsängerin (Sopran) und Gesangspädagogin
- Hidalgo, Eva (* 1976), spanisch-deutsche Künstlerin
- Hidalgo, Giovanni (* 1963), puerto-ricanischer Perkussionist
- Hidalgo, Laura (1927–2005), argentinische Filmschauspielerin
- Hidalgo, Manuel (* 1956), spanischer Komponist
- Hidalgo, Manuel (* 1999), argentinisch-italienischer Fußballspieler
- Hidalgo, Matilde (1889–1974), ecuadorianische Ärztin, Politikerin und Frauenrechtlerin
- Hidalgo, Michel (1933–2020), französischer Fußballspieler und Fußballtrainer
- Hidalgo, Miguel (1753–1811), mexikanischer Priester und RevolutionärMiguel Hidalgo (1753–1811)

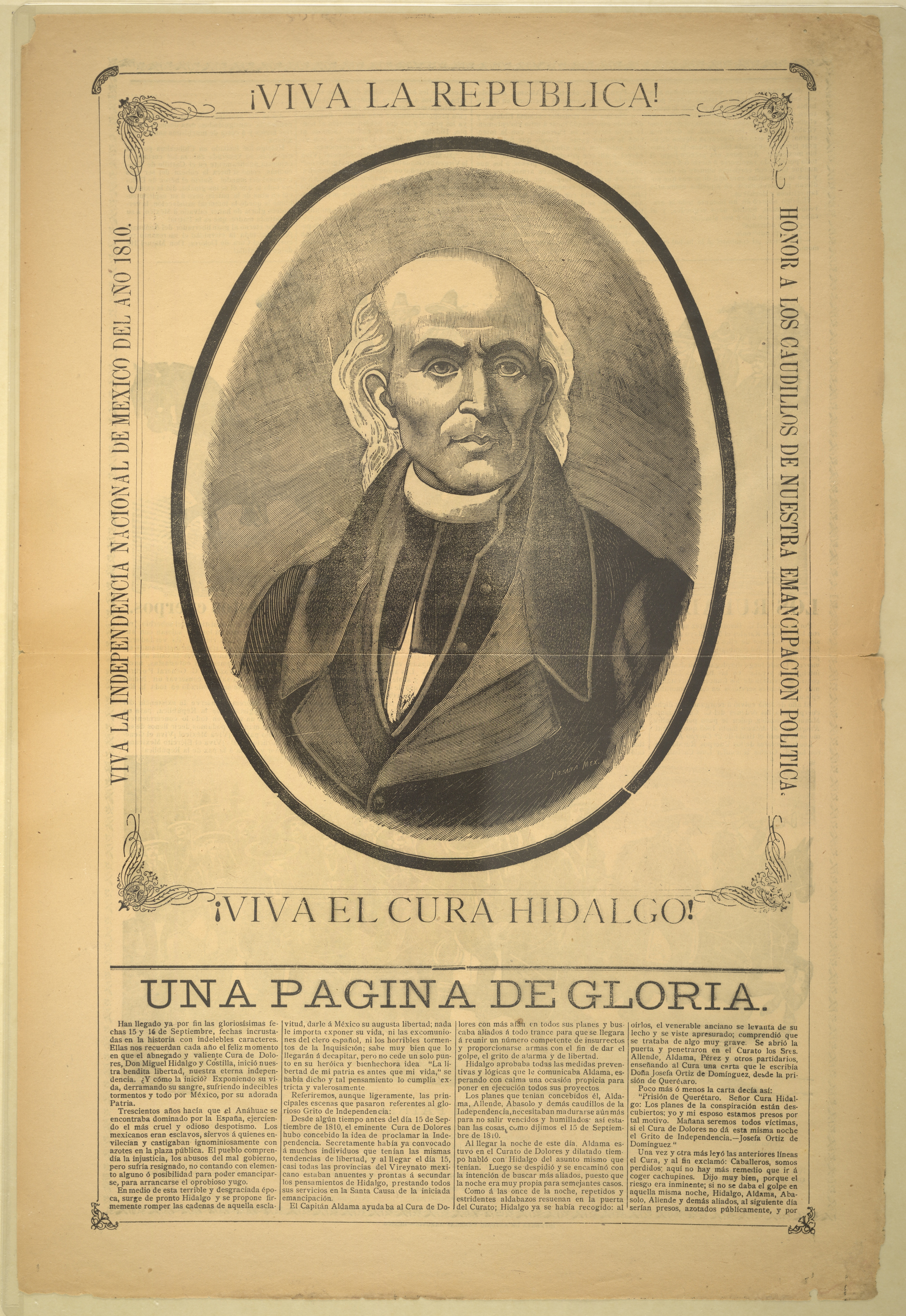
Miguel Hidalgo (1753–1811)

- Hidalgo, Miguel (* 2000), brasilianischer Triathlet
- Hidalgo, Richard (* 1975), venezolanischer Baseballspieler
- Hidalgo, Rodolfo, mexikanischer Fußballspieler
- Hidari, Jingorō, japanischer Bildhauer
- Hidari, Sachiko (1930–2001), japanische Schauspielerin und Filmregisseurin
- Hidas, Frigyes (1928–2007), ungarischer Komponist
- Hidas, György (1925–2012), ungarischer Psychoanalytiker, Psychiater, Fachautor und Mitbegründer der Mutter-Kind-Bindungsanalyse
- Hidasi, Judit (* 1948), ungarische Sprachwissenschaftlerin
- Hidayat, Taufik (* 1981), indonesischer Badmintonspieler, Olympiasieger und Weltmeister
- Hidayatullah, Muhammad (1905–1992), indischer Staatspräsident und Chief Justice des Supreme Court of India

### Hidb
- Hidber, Basilius (1817–1901), Schweizer Historiker
- Hidber, Bruno (* 1943), Schweizer Ordensgeistlicher und Moraltheologe
- Hidber, Carl (1932–2008), Schweizer Verkehrsingenieur
- Hidber, Ferdinand (1863–1909), Schweizer Schullehrer, Verleger und Politiker

### Hidd
- Hidda, ostfälische Gräfin und frühmittelalterliche Jerusalem-Pilgerin
- Hiddemann, Benno (1861–1907), deutscher Mediziner sowie Landschafts- und Genremaler der Düsseldorfer Schule
- Hiddemann, Friedrich (1829–1892), deutscher Maler und Lithograph
- Hiddemann, Wolfgang (* 1949), deutscher Hämatologe und Onkologe und Hochschulprofessor
- Hiddessen, Ferdinand von (1887–1971), deutscher Politiker (NSDAP), MdR
- Hiddessen, Wilhelm Franz von (1768–1853), Freigraf in Warburg, Mitglied der Reichsstände im Königreich Westphalen und Landrat des Kreises Warburg
- Hiddessen, Wilhelm Otto von (* 1797), preußischer Landrat
- Hiddi, sächsischer Adliger und Graf im sächsischen Hessengau
- Hidding, Hermann (1863–1925), deutscher Bildhauer des Historismus
- Hidding, Klaas Aldert Hendrik (1902–1986), niederländischer reformierter Theologe und Kirchenhistoriker
- Hidding, Tineke (* 1959), niederländische Leichtathletin
- Hiddink, Guus (* 1946), niederländischer Fußballspieler und -trainer
- Hiddleston, Tom (* 1981), britischer SchauspielerTom Hiddleston (* 1981)

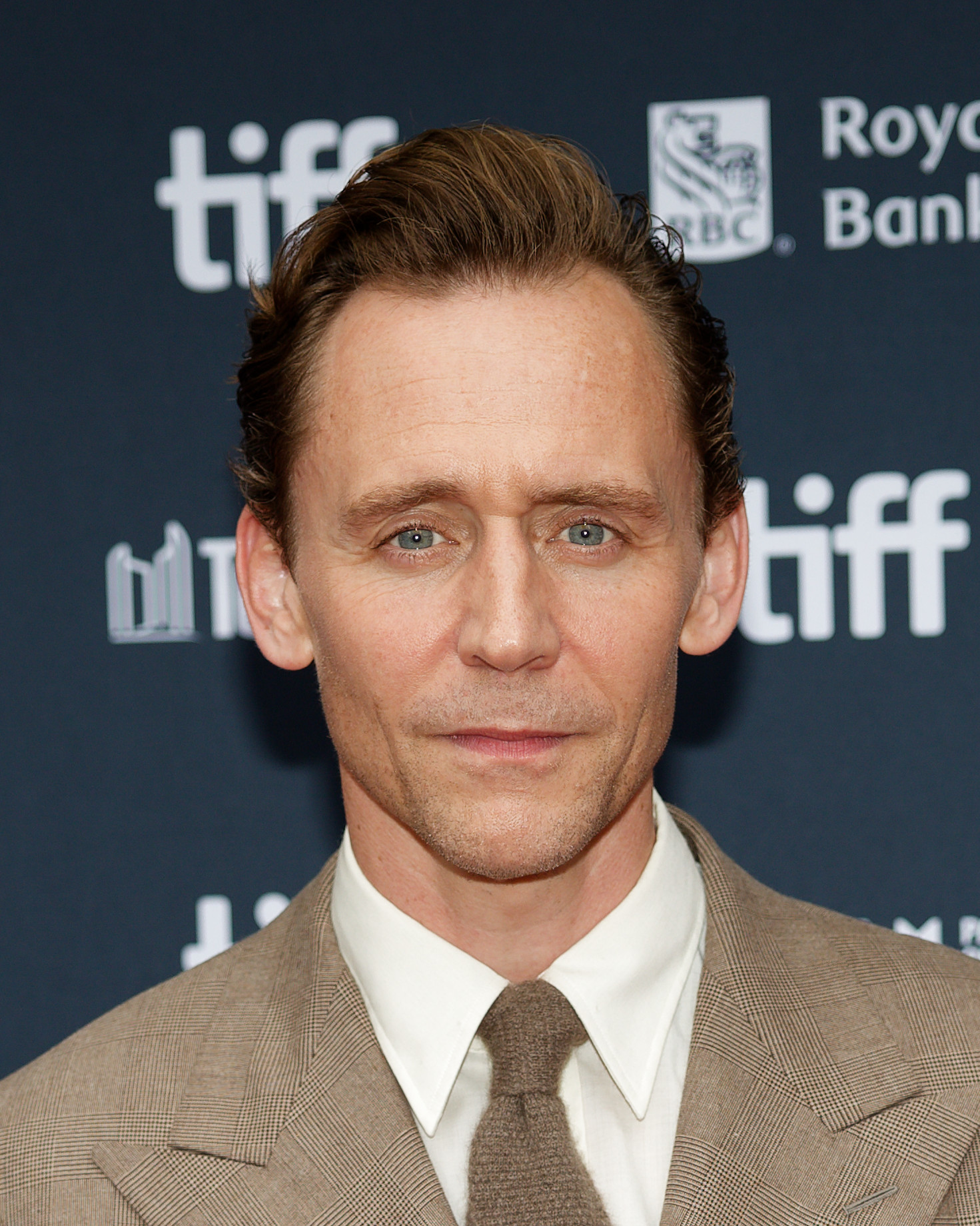
Tom Hiddleston (* 1981)

### Hide
- Hide, Herbie (* 1971), nigerianisch-britischer Boxer
- Hide, Molly (1913–1995), englische Cricketspielerin
- Hide, Raymond (1929–2016), britischer Geophysiker
- Hideghéthy, Imre (1860–1920), ungarisch-kroatischer Politiker, Obergespan und Minister
- Hidegkuti, Nándor (1922–2002), ungarischer Fußballspieler und -trainer
- Hiden, John (1940–2012), britischer Historiker
- Hiden, Markus (* 1978), österreichischer Fußballspieler
- Hiden, Martin (* 1973), österreichischer Fußballspieler
- Hiden, Rudolf (1909–1973), österreichischer und französischer FußballtorhüterRudolf Hiden (1909–1973)

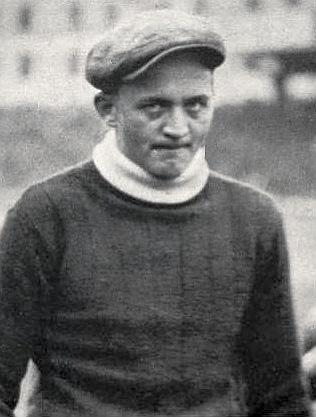
Rudolf Hiden (1909–1973)

- Hideo, Hagiwara (1913–2007), japanischer Künstler und Maler
- Hidersha, Elsina (1989–2011), albanische Sängerin
- Hideshima, Daisuke (* 1968), japanischer Judoka
- Hidetoshi, Nagasawa (1940–2018), japanischer Künstler

### Hidi
- Hidi, Abdullah al (* 1981), omanischer Sprinter
- Hidi, Andre (* 1960), kanadischer Eishockeyspieler
- Hidi, Isli (* 1980), albanischer Fußballspieler
- Hidien, Peter (* 1953), deutscher Fußballspieler

### Hido
- Hidoyatov, Sherzod (* 1980), usbekischer Politiker, 2021 Minister für Wohnungs- und Kommunaldienstleistungen

### Hids
- Hidschab, Riyad Farid (* 1966), syrischer Politiker
- Hidschazi, Abd al-Aziz Muhammad (1923–2014), ägyptischer Politiker

### Hidu
- Hidulf von Lobbes, Ehemann von Aya von Mons

### Hidv
- Hidvéghi, Balázs (* 1970), ungarischer Politiker (Fidesz), Mitglied des Parlaments, MdEP
- Hídvéghy, László (1910–1989), ungarischer Eisschnellläufer

### Hidy
- Hidy, Marta (1927–2010), kanadische Geigerin, Dirigentin und Musikpädagogin ungarischer Herkunft